# Thermidoriáni
Thermidoriáni (francouzsky Thermidoriens) je ve francouzských dějinách označení pro poslance Národního konventu, kteří svrhli při thermidorském převratu 27. července 1794 montangnardy kolem Maximiliena Robespierra, čímž skončila druhá fáze Velké francouzské revoluce zvaná Hrůzovláda.
Jejich označení vychází z názvu měsíce thermidor (česky měsíc veder), jedenáctého měsíce Revolučního kalendáře, neboť státní převrat se odehrál 9. thermidoru.
Ještě den předtím Robespierre ve svém projevu vyhrožoval několika poslancům Národního konventu, zejména Josephu Cambonovi, smrtí. Z obavy byl proto Robespierre zatčen a již 10. thermidoru s 21 svými stoupenci popraven.
V následujícím období thermidoriáni odstavili zbývající montagnardy od moci, dokonce i ty, kteří jim pomáhali ve spiknutí proti Robespierrovi a Saint-Justovi. Následné období je známé jako tzv. Bílý teror, během kterého došlo k mnoha zatčení a několik stům poprav, téměř výhradně z řad politické levice.
Thermidoriáni byli u moci do 26. října 1795 (v bývalém revolučním kalendáři 4. brumaire IV), kdy byl Národní konvent nahrazen Direktoriem (jeho faktická vláda začala 2. listopadu 1795).